# Streetwalkers
Gli Streetwalkers sono stati una band blues rock britannica,  formatasi nel 1974 per iniziativa di ex-membri dei Family e dei King Crimson, gruppi musicali scioltisi in quello  stesso anno.
Sono principalmente conosciuti per aver avuto nelle loro file dei musicisti conosciuti in altre band successive.
La loro storia fu molto breve, infatti, dopo soli tre album in studio, la band si sciolse, e i suoi componenti diedero vita ad altri gruppi musicali.

## Discografia
- 1974 - Chapman Whitney Streetwalkers
- 1975 - Downtown Flyers
- 1976 - Red Card

## Formazione

### Classica
- Roger Chapman, voce, (1974-1977)
- Charlie Whitney, chitarra, (1974-1977)
- Tim Hinkley, tastiere, (1974-1975)
- John Wetton, basso, (1974-1975)
- Mel Collins, sassofono, (1974-1975)
- Ian Wallace, batteria, (1974-1974)

### Altri membri
- Brian Johnston, tastiera, (1975-1977)
- Jon Plotel, basso, (1975-1977)
- Bobby Tench, chitarra, (1976-1977)
- Nicko McBrain, batteria, (1975-1976)
- Wilf Gibson, violino (1975-1976)
- Dave Dowle, batteria, (1976-1977)